# Fimbristylis diphylloides
Fimbristylis diphylloides är en halvgräsart som beskrevs av Tomitaro Makino. Fimbristylis diphylloides ingår i släktet Fimbristylis och familjen halvgräs. Inga underarter finns listade i Catalogue of Life.